# Limbo (roman)
Limbo este un roman postapocaliptic american de Bernard Wolfe din 1952. A fost publicat prima dată de Random House. Este considerat al 6-lea cel mai bun din 100 de romane SF în limba engleză din perioada 1949–1984 de către David Pringle în cartea sa din 1985 Science Fiction: The 100 Best Novels.
Deoarece romanul a fost plasat în viitorul îndepărtat de atunci, în 1990, ediția originală britanică a fost denumită Limbo '90. Editorul a susținut că Wolfe a scris „prima carte de science-fiction care a proiectat conceptul actual de „cibernetică” până la concluzia sa logică”.

## Prezentare
Dr. Martine, un neurochirurg, fuge de un război nuclear limitat pe o insulă uitată din Oceanul Indian. După 18 ani în care a făcut lobotomii „umane” pe băștinașii insulei, își propune să redescopere lumea. Ceea ce găsește este o societate grotescă post-nucleară, în care automutilarea și membrele protetice instalate sunt folosite pentru a opri dorința oamenilor de a începe vreun război.
Bernard Wolfe, coautor al cărții Really The Blues, se luptă cu cele mai mari probleme ale secolului XX în Limbo. 

## Primire
Anthony Boucher și McComas au dat recenzii negative romanului, numindu-l „un amestec pretențios” și descriindu-i tema ca „o idee interesantă din punct de vedere simbolic... niciodată dezvoltată cu detalii consistente sau convingătoare”.
P. Schuyler Miller a dat romanului Limbo o recenzie mixtă, descriindu-l ca un „colos de roman” care a căzut în greșeala „vorbirii fără sfârșit”.